# 肯·洛區
肯尼思·查尔斯·洛奇（英語：Kenneth Charles Loach，1936年6月17日—），英國獨立電影與電視導演編劇，影視作品以寫實自然的技法與社會性題材，關注低下階層生活，勞工權益，以及宣扬社會主義理念而廣為人識。電影作品屢次獲得國際影展多個獎項，包括康城影展金棕櫚獎及威尼斯影展的終身成就獎。

## 生平
盧治生於英國沃里克郡紐尼頓(Nuneaton) 。父親是工廠電工。完成中學後曾效力皇家空軍兩年，之後在牛津大學聖彼得學院修讀法律。他在大學時，曾在現今著名的喜劇團Oxford Revue中演出。

### 導演生涯
1961年，他到諾咸頓話劇團(Northampton Repertory Theatre)任助理導演。1963年，他投身英國廣播公司擔任見習導演，在1964年的劇集《Z-Cars》中擔任導演。1966年，以紀實戲劇《Cathy Come Home》闖出名堂，戲劇以一對年輕新婚夫妻為主角，以司機為業的丈夫因交通意外失業，導致債台高築失去居所，最後小孩被福利部門強行接管。電視劇尖銳地批評僵化的福利制度以及房屋問題，在英國電影學會由業界評選的「二十世紀一百套最佳英國電視劇」選舉中，位列第二。
在60年代末，盧治開始拍攝電影，處女作是1967年的《Poor Cow》 ，講述一名掙扎於愛情、事業的時代女性，演出者有Carol White（二人曾在電視Cathy Come Home合作）與Terrence Stamp。1969年，拍攝《凱斯》 ，改編自Barry Hines小說《A Kestrel for a Knave》，故事描述了工人階級成長的小孩在僵化的教育制度下，被扼殺發展其他才能的可能，類近關注低下階層的主題，反覆出現在其他作品之中。《凱斯》不單是盧治成名之作，至今還被認為是英國史上最優秀的電影之一，被英國電影學會選為「二十世紀一百套最佳電影」，排名第七。

### 審查
由於電影發行制度不佳、微薄的利潤以及嚴格的電檢制度，盧治在七、八十年代沒有條件制作出優秀電影，轉而投入電視劇及紀錄片拍攝。他在1970年到肯雅拍攝《In Black and White》一片，資金來自一個慈善團體〈The Save the Children Fund〉，其後更因不滿此片涉及矛矛起義以及批評殖民主義的內容，該慈善團體考慮銷毀影片拷貝。
1981年，他拍攝了電視紀錄片《A Question of Leadership》，內容關於英國鋼鐵工業中的勞資糾紛，被指「觀點不持平」，紀錄片推遲了超過一年才能播出。1983年，他受英國第四台委托拍攝四集紀錄片《Questions of Leadership》副題為〈工會裡的民主問題：一些前線的觀點〉(Problems of Democracy in Trade Unions: Some Views from the Frontline)，內容涉及八十年代初的多宗勞資糾紛、罷工，也涉及了工會領袖沒有全力為工人爭取權益的問題，並直指戴卓爾政府執政三年來對英國工會運動帶來的挑戰。可是，此節目被指「欠缺紀錄片應有的公正」和可能涉及誹謗為由，最終沒有播映。抽起節目的原因，被指是英國中部獨立電視台的董事並且是傳媒大亨罗伯特·麦克斯韦向電視台管理層施壓有關。他當時正要收購親英國工黨的《每日鏡報》，因而作出討好工會領袖的舉動。
1984年，由英國獨立電視台節目《The South Bank Show》委托拍攝的紀錄片《Which Side Are You On?》，以1984-1985年英國礦工大罷工為題，當中包括了警察粗暴對待罷工工人的畫面，影片被抽起播出的原因是「在爭議性的題材上持極度片面的觀點」。及後該片翌年於柏林影展獲得天主教影視獎後，罷工將近完結時才得以播映。當時，盧治聲言其作品多次被禁播乃出於政治原因。
盧治是一名電檢制度的強烈反對者。他曾因2002年作品《Sweet Sixteen》被列為成人級 (十八歲以上)，而公開向傳媒表達不滿。

### 重回影壇
90年代，盧治重回影壇，製作出一系列具聲望且受歡迎的電影作品至今，還多次獲得多個著名國際影展的獎項。1990年，電影《Hidden agenda》以關注英國政府在北愛爾蘭人權狀況的美國律師在都柏林被殺事件開始，繼而揭露出七、八十年代美國中情局在英國高層政治運作的陰謀。影片矛頭直指英國當局對愛爾蘭共和軍實行格殺勿論政策漠視人權，以及美國的秘密介入以保持英國保守黨執政地位。由於題材具爭議性，惹來國內的猛烈抨擊，影片入圍康城影展，獲康城影展評審團獎，便被保守黨國會議員指為「愛爾蘭共和軍（的電影）入圍康城」(an IRA entry at Cannes)。
其後四年，他拍攝了三部關於低下階層生活的電影，在在指控戴卓爾主義膨胀下的英國，公共服務私有化，縮減社會福利帶來的不公。《Riff-Raff》（1991年）講述地盤工人在即將建造豪華住宅的舊醫院地盤進行清拆工作，工人面對剝削、危險工作環境，最後發生致命意外。《Raining Stones》（1993年）描述了失業工人難得穩定的工作機會，難以負擔六歲女兒接受洗禮時想要穿的新裙子，而向高利貸借錢及後難以清還的境況。描述照顧家庭以及有尊嚴地生活，所面對的矛盾與衝突。《Ladybird, Ladybird》（1994年）是受感情創傷的單親母親的故事，在照顧多名不同婚姻誕下子女，因不小心導致長子燒傷，致使子女被轉交福利部門接管，而面對難以取回撫養權的困境。其中，《Riff-Raff》獲康城影展國際影評人獎，《Raining Stones》獲康城影展評審團獎。1994年盧治獲頒發威尼斯影展終生成就金獅獎。
1995年的《Land and Freedom》受歐威爾的著作《向加泰羅尼亞致敬》啟發，講述三十年代一名英國共產黨失業工人支援西班牙內戰，加入國際縱隊游擊隊作戰期間，最後分裂成共和軍左派以及斯大林主義共產黨互相攻訐，本來目標最終落空的故事，獲康城影展「基督教評審團獎」及國際影評人獎。
2004年，盧治獲頒發康城影展基督教評審團三十週年特別獎，表揚他對電影事業貢獻。2006年5月28日，盧治憑電影《吹動大麥的風》，贏得康城影展的最高榮譽金棕櫚獎。該片關於1920年代的愛爾蘭獨立、愛爾蘭內戰時期，一對兄弟從最初加入愛爾蘭共和軍共同爭取獨立，到《英愛條約》出台使兄弟分歧最終鬩牆相殘。由於影片觀點趨向同情愛爾蘭人民，以及被指醜化英軍形象，故影片備受英國傳媒的抨擊。2010年，電影《Route Irish》以伊拉克連接市中心的同名道路(Route Irish)為名，描述駐伊拉克前英軍現為私人承辦商回到伊拉克工作，並回憶起以前作戰時的創痛記憶，並入圍第63屆康城影展競賽項目。
洛奇支持抗议活动抵制、撤资、制裁（BDS）。在2014年的萨拉热窝电影节中，洛奇鉴于当时的以巴冲突号召抵制以色列所有文化与体育活动，并且重申了他对以色列武器禁运的诉求。2014年在洛奇联合其他欧洲各电影协会的会员给俄国总统普京的公开信中，要求释放被逮捕的乌克兰电影导演奥列格•森索夫。
2016年洛奇凭借着电影《我是布莱克》获得了他的第13次戛纳电影节的邀请，在本次第69届戛纳电影节中该电影荣获了金棕榈奖。电影讲述了失去妻子的木匠丹尼尔布莱克（Dave Johns饰）在脚手架上工作时遭受了心脏病突发，此后必须毫无希望地与英国破碎且官僚的福利制度决战的故事。2017年洛奇获得了比利时的电影终身成就奖 Mira d’Or。

## 電影風格
盧治作品最廣為人知是其寫實的風格。他的作品亦強調演員之間交流的真實性，故此有些段落甚至讓演員不唸劇本而自由發揮。盧治還喜歡僱用業餘，而與角色經歷接近的演員，以表現貼近現實的面貌。而與盧治合作過的專業電影演員，亦會應他所求，刻意表現出近似真實人物的狀態。例如在電影《Bread and Roses》，盧治選用了曾參與工會的人物作為演員，女主角Pilar Padilla更與角色的經歷相似－有偷渡的經驗。
盧治喜歡按劇情先後次序拍攝，希望演員可以感受到真實人物的生活，表現出真實的情感。他甚至在拍攝前的數分鐘才向演員交代該場戲的劇本，以捕捉演員最真實、自然的反應。有些電影的場景中，可能只有主角知道該幕戲的來龍去脈，其他演員被隨時會因突然發生的事而感到驚訝或恐懼。
在《凱斯》中，主角小孩誤以為導演真的殺了他最愛的寵物－鷹，而表現出極大而真實的反應（事實上，那是另一隻鷹的屍體）。在《Raining Stones》 中，女主角被債主上門追債，在毫無預先通知的情況下，債主強搶了女主角的結婚戒指。

## 榮譽
早於1977年，盧治曾被提名頒授大英帝國勳章，但拒絕接受。他後來表示接受勳章是可恥的，代表順從君主及大英帝國從剝削及征服得來的恩賜。
2003年12月，盧治獲伯明翰大學頒授名譽博士之銜。 2005年6月，獲母校牛津大學頒予他民事法名譽博士的名銜。

## 作品列表

### 電影
| 年分 | 電影                                       | 原文片名                        | 備註 |
| ---- | ------------------------------------------ | ------------------------------- | --- |
| 1967 | 《母牛》                                   | Poor Cow                        | 提名-金球獎最佳外國英語電影 |
| 1969 | 《鷹與男孩》(港譯：凱斯)                   | Kes                             | 卡羅維瓦利影展水晶地球儀獎 提名-英國電影學院獎最佳導演 提名-英國電影學院獎最佳劇本 |
| 1971 | 《家庭生活》                               | Family Life                     | |
| 1979 | 《黑傑克》                                 | Black Jack                      | |
| 1981 | 《外貌與微笑》                             | Looks and Smiles                | (第34屆坎城影展正式競賽片) |
| 1986 | 《再見祖國》                               | Fatherland                      | (第43屆威尼斯影展正式競賽片) |
| 1990 | 《致命檔案》(港譯：秘密議程)               | Hidden Agenda                   | (第43屆坎城影展正式競賽片) 坎城影展評審團獎 提名-哥雅獎最佳歐洲電影 |
| 1991 | 《底層生活》(港譯：踎地盤)                 | Riff-Raff                       | 歐洲電影獎最佳影片獎 提名-哥雅獎最佳歐洲電影 |
| 1993 | 《雨石》(港譯：頂硬上)                     | Raining Stones                  | (第46屆坎城影展正式競賽片) 坎城影展評審團獎 倫敦影評人協會獎年度導演 提名-英國電影學院獎最佳英國電影 提名-凱薩電影獎最佳外國電影 提名-哥雅獎最佳歐洲電影                                                                                                   |
| 1994 | 《折翼母親》                               | Ladybird, Ladybird              | (第44屆柏林影展正式競賽片) 提名-獨立精神獎最佳外國影片獎 |
| 1995 | 《以祖國之名》(港譯：土地與自由)           | Land and Freedom                | (第48屆坎城影展正式競賽片) 坎城影展費比西國際影評人獎 提名-英國電影學院獎最佳英國電影 提名-凱薩電影獎最佳外國電影 |
| 1996 | 《卡拉之歌》                               | Carla's Song                    | (第53屆威尼斯影展正式競賽片) 提名-英國電影學院獎最佳英國電影 |
| 1998 | 《我的名字是喬》(港譯：阿祖晒命)           | My Name Is Joe                  | (第51屆坎城影展正式競賽片) 英國獨立電影獎最佳英國獨立電影導演 羅伯獎最佳非美國電影 提名-英國電影學院獎最佳英國電影 提名-波迪獎最佳非美國電影 提名-倫敦影評人協會獎年度導演                                                                                 |
| 2000 | 《麵包與玫瑰》                             | Bread and Roses                 | (第53屆坎城影展正式競賽片) 提名-英國獨立電影獎最佳導演 |
| 2001 | 《鐵路悲歌》                               | The Navigators                  | (第58屆威尼斯影展正式競賽片) |
| 2002 | 《甜蜜十六歲》(港譯：雙失十六歲)           | Sweet Sixteen                   | (第55屆坎城影展正式競賽片) 坎城影展最佳劇本獎 提名-英國獨立電影獎最佳導演 提名-歐洲電影獎最佳導演獎 提名-波迪獎最佳非美國電影 提名-羅伯獎最佳非美國電影 |
| 2004 | 《蘇格蘭之吻》                             | Ae Fond Kiss...                 | (第54屆柏林影展正式競賽片) |
| 2006 | 《吹動大麥的風》(港譯：風吹麥動)           | The Wind That Shakes the Barley | (第59屆坎城影展正式競賽片) 坎城影展金棕櫚獎 英國獨立電影獎評審團特別獎 凱薩電影獎最佳歐盟電影 提名-英國獨立電影獎最佳導演 提名-歐洲電影獎最佳導演獎 提名-哥雅獎最佳歐洲電影 提名-倫敦影評人協會獎年度導演                                                  |
| 2007 | 《自由國度》(港譯：假自由之名)             | It's a Free World...            | (第64屆威尼斯影展正式競賽片) 威尼斯影展金奧薩拉最佳劇本獎 |
| 2009 | 《尋找艾瑞克》(港譯：尋找簡東拿)           | Looking for Eric                | (第62屆坎城影展正式競賽片) |
| 2010 | 《愛爾蘭大道》                             | Route Irish                     | (第63屆坎城影展正式競賽片) |
| 2012 | 《天使威士忌》(港譯：智取威士忌)           | The Angels' Share               | (第65屆坎城影展正式競賽片) 坎城影展評審團獎 提名-凱薩電影獎最佳外國電影 |
| 2014 | 《自由之丘》(港譯：翩翩愛自由)             | Jimmy's Hall                    | (第67屆坎城影展正式競賽片) |
| 2016 | 《我是布萊克》(港譯：我，不低頭)           | I, Daniel Blake                 | (第69屆坎城影展正式競賽片) 坎城影展金棕櫚獎 凱薩電影獎最佳外國電影 提名-英國電影學院獎最佳導演 提名-英國獨立電影獎最佳導演 提名-歐洲電影獎最佳影片獎 提名-歐洲電影獎最佳導演獎 提名-哥雅獎最佳歐洲電影 提名-波迪獎最佳非美國電影 提名-羅伯獎最佳非美國電影 |
| 2019 | 《抱歉我們錯過你了》(港譯：對不起，錯過你) | Sorry We Missed You             | (第72屆坎城影展正式競賽片) |
| 2023 | 《老橡树酒馆》                             | The Old Oak                     | (第76屆坎城影展正式競賽片) |

### 電視
- 1964年，Catherine、Z Cars (series)、Diary of a Young Man
- 1965年，The Wednesday Play (series): Tap on the Shoulder、Wear a Very Big Hat、3 Clear Sundays、Up the Junction、The End of Arthur's Marriage、Coming Out Party
- 1966年，Cathy Come Home (as Kenneth Loach)
- 1967年，In Two Minds
- 1968年，The Golden Vision
- 1969年，The Big Flame
- 1970年，In Black and White (The Save the Children Fund Film)
- 1971年，The Rank and the File - part of the Play for Today series.
- 1971年，After a Lifetime
- 1973年，A Misfortune
- 1975年，Days of Hope (mini-series)
- 1977年，The Price of Coal
- 1980年，Auditions
- 1981年，A Question of Leadership
- 1983年，The Red and the Blue: Impressions of Two Political Conferences - Autumn 1982、Questions of Leadership
- 1984年，《你站在哪邊？》(Which Side Are You On?) 獲柏林影展天主教影視獎
- 1985年，We Should Have Won: The End of the Battle, But Not of the War
- 1989年，Time to Go、The View From the Woodpile
- 1991年，The Arthur Legend
- 1996年，《利物浦碼頭工人》(The Flickering Flame: A Story of Contemporary Morality)
- 1998年，Another City: A week in the life of Bath's football club

### 註解
1. ↑  . 英國電影學會. （原始内容存档于2011-01-08）.
2. ↑  . BFI Screenonline.   [2010-05-16]. （原始内容存档于2020-02-23）.
3. ↑  .   [2010-05-15]. （原始内容存档于2011-04-01）.
4. ↑  Graham Fuller (编). . : 66–67.
5. 1 2  Graham Fuller (编). . : 68–72.
6. ↑  Anthony Hayward. . Bloomsbury Publishing. 2005. ISBN 9780747574125.
7. ↑  . BFI Screenonline.   [2010-05-16]. （原始内容存档于2020-02-19）.
8. 1 2  . The Guardian. 2006-05-17  [2010-04-27]. （原始内容存档于2009-07-07）.
9. ↑  Graham Fuller (编). . : 111.
10. ↑  . festival-cannes.com.   [2010-04-26]. （原始内容存档于2011-08-22）.
11. ↑  Ruth Dudley Edwards. . Daily Mail. 2006-05-30  [2010-04-27]. （原始内容存档于2021-04-17）.
12. ↑  . TimeOut.   [2010-05-14]. （原始内容存档于2010-05-20）.
13. ↑  . Festival de Cannes. （原始内容存档于2012-10-15）.
14. ↑  Catherine Shoard: Ken Loach calls for cultural boycott of Israel. In: The Guardian. 21. Oktober 2013, abgerufen am 7. Oktober 2014.
15. ↑  Anastassia Boutsko: Oleg Sentsov: "Ich bin kein Leibeigener". In: Deutsche Welle Kultur. 22. Juli 2014, abgerufen am 22. Juli 2014.
16. ↑  Michael Sennhauser: Besprechung von „I, Daniel Blake“. In: sennhausersfilmblog.ch, 12. Mai 2016, abgerufen am 22. Mai 2016.
17. ↑  . BBC News. 2001-03-13  [2010-04-26]. （原始内容存档于2004-04-08）.
18. 1 2 3 4 5 6  .   [2021-02-27]. （原始内容存档于2020-02-03）.
19. ↑  《第廿三屆香港國際電影節節目表及訂票手冊》第15頁
20. ↑  電影通識-《雙失16歲》Sweet Sixteen, 2002[]香港教區視聽中心
21. ↑  .   [2021-02-27]. （原始内容存档于2019-08-09）.
22. ↑  BC Sunday-智取威士忌[]
23. ↑  .   [2021-02-27]. （原始内容存档于2016-07-21）.
24. ↑  .   [2021-02-27]. （原始内容存档于2020-01-18）.
25. ↑  .   [2021-02-27]. （原始内容存档于2020-09-30）.